# Urà (planeta)
Urà és el setè planeta del sistema solar atenent la seva proximitat al Sol. És un gegant de glaç gasós i de color blau verdós. Es compon majoritàriament d'aigua, amoníac i metà en fase supercrítica, que en astronomia es consideren «glaços» o compostos volàtils. La seva atmosfera presenta una complexa estructura de capes de núvols i té la temperatura mínima més baixa (−224 °C) de tots els planetes del sistema solar. Cada 17 hores i 14 minuts completa una rotació retrògrada al voltant del seu eix de rotació, que mostra una inclinació extrema, de 82,23°. Això fa que, en els 84 anys terrestres que triga a acabar una òrbita al voltant del Sol, cada pol resti contínuament exposat a la llum solar durant 42 anys i completament a les fosques durant els altres 42.
Fou anomenat en referència al déu grec del cel, Urà (dit igualment Úran o Úranos), que en la mitologia grega era el pare de Cronos (Saturn) i l'avi de Zeus (Júpiter). És el tercer planeta més gros i el quart més massiu del sistema solar. La seva composició química és semblant a la de Neptú, però diferent de la dels gegants gasosos més grossos, Júpiter i Saturn, per la qual cosa els científics sovint es refereixen a Urà i Neptú com a «gegants de glaç» per distingir-los dels altres gegants gasosos. Es creu que els núvols més baixos es componen d'aigua i els més alts de metà. En canvi, l'interior del planeta consisteix principalment de glaços i roca.
Com els altres planetes gegants, Urà té un sistema d'anells, una magnetosfera i nombrosos satèl·lits. El sistema d'Urà té una configuració única respecte als altres planetes perquè el seu eix de rotació està molt tombat, gairebé fins al seu pla de revolució al voltant del Sol. Per tant, els seus pols nord i sud es troben on la majoria dels altres planetes tenen l'equador. Vistos des de la Terra, els anells d'Urà poden semblar que volten el planeta com una diana, i que els satèl·lits roden al seu voltant com les agulles d'un rellotge, encara que el 2007 i el 2008, els anells apareixien de costat. El 1986, les imatges del Voyager 2 van mostrar Urà com un planeta sense gairebé cap característica especial en la banda de llum visible, sense les bandes de núvols o tempestes associades amb els altres gegants. Tanmateix, els observadors terrestres han vist senyals de canvis d'estació i un augment de l'activitat meteorològica en els últims anys a mesura que Urà s'acosta al seu equinocci. Les velocitats del vent a Urà poden arribar als 250 metres per segon (900 km/h).
Encara que és visible a ull nu, és al límit de la detecció en un cel fosc i, per tant, és indistingible d'una estrella tènue. Per aquest motiu no va ser mai reconegut com a planeta pels observadors antics. Sir William Herschel va anunciar el seu descobriment el 13 de març de 1781, expandint els límits coneguts del sistema solar per primera vegada en la història moderna. També va ser el primer descobriment d'un planeta utilitzant un telescopi.

## Descoberta
Urà ja s'havia observat en diverses ocasions abans del seu descobriment com a planeta, però generalment s'havia confós amb una estrella. L'observació més antiga de la qual es té constància va ser el 1690 quan John Flamsteed va observar el planeta com a mínim sis vegades, catalogant-lo com a 34 Tauri. 34 Tauri (o 34 Tau) és un estel hipotètic catalogat per l'astrònom anglès John Flamsteed el 1690. Aquest estel no existeix: és el planeta Urà, que tenia una moció al cel massa lenta perquè Flamsteed l'identifiqués correctament. 34 Tauri, com 3 Cassiopeiae, és un dels escassos errors comesos per Flamsteed en el seu catàleg d'estels publicat sis anys després de la seva mort a la Historiae coelestis Britannica i que encara s'usa actualment segons la nomenclatura de Flamsteed. L'astrònom francès Pierre Lemonnier, va observar Urà com a mínim dotze vegades entre el 1750 i el 1769, fins i tot en quatre nits consecutives.
Sir William Herschel va observar el planeta el 13 de març de 1781 mentre estava al jardí de casa seva a 19 New King Street a la ciutat de Bath del Comtat de Somerset (Anglaterra) però inicialment el va classificar com un «cometa». Herschel es va «dedicar a fer una sèrie d'observacions sobre la paral·laxi de les estrelles fixes», utilitzant un telescopi dissenyat per ell mateix.
Va escriure al seu diari: «Al quartil a prop de ζ Tauri … o bé una estrella nebulosa o potser un cometa». El 17 de març va escriure: «Vaig buscar el cometa o estrella nebulosa i he descobert que és un cometa perquè ha canviat de lloc». Quan va presentar el seu descobriment a la Royal Society, va continuar afirmant que havia descobert un cometa alhora que el comparava implícitament amb un planeta:
| « | L'augment que tenia posat quan vaig veure per primer cop el planeta era de 227. Per la meva experiència sé que els diàmetres de les estrelles fixes no es magnifiquen proporcionalment en augments majors, com fan els planetes; per tant ara col·loco els augments de 460 i 932, i trobo que el diàmetre del cometa ha incrementat en proporció als augments, com hauria de ser suposant que no sigui una estrella fixa, mentre que els diàmetres de les estrelles amb les quals l'he comparat no han incrementat amb la mateixa proporció. A més, com que el cometa estava augmentat molt més del que donava la seva llum, apareixia borrós i poc definit amb aquesta magnificació, mentre que les estrelles conservaven el llustre i definició que sabia de molts milers d'observacions que conservarien. Els esdeveniments posteriors han mostrat que les meves suposicions eren ben fundades, demostrant que és el Cometa que hem observat últimament. | » |

Herschel va notificar el seu descobriment a Nevil Maskelyne que, desconcertat, li va respondre el 23 d'abril: "No sé com anomenar-lo. És igual de possible que sigui un planeta regular movent-se en una òrbita gairebé circular al voltant del Sol com un cometa movent-se en una el·lipsi molt excèntrica. Encara no li he vist cap cua".
Mentre que Herschel continuava descrivint prudentment el seu nou objecte com a cometa, d'altres astrònoms ja havien començat a sospitar que no ho era. L'astrònom rus Anders Johan Lexell va estimar que la seva distància era 18 vegades la distància entre el Sol i la Terra, i no s'havia observat mai cap cometa amb un periheli que arribés a quatre vegades la distància Sol-Terra. L'astrònom berlinès Johann Elert Bode va descriure el descobriment de Herschel com "una estrella mòbil que podria ser un objecte semblant a un planeta desconegut fins ara, que circula més enllà de l'òrbita de Saturn". Bode va concloure que la seva òrbita pràcticament circular era més pròpia d'un planeta que no pas d'un cometa.
Aviat es va acceptar universalment el nou objecte com a nou planeta. El 1783, en Herschel mateix va reconèixer aquest fet al president de la Royal Society Joseph Banks: "Per l'observació dels Astrònoms més eminents d'Europa, sembla que la nova estrella, que jo vaig tenir l'honor d'assenyalar-los el març de 1781, és un Planeta Primari del nostre Sistema Solar". En reconeixement de la seva contribució, el rei Jordi III va concedir a Herschel una renda anual de dues-centes lliures amb la condició que es traslladés a Windsor perquè la família reial tingués la possibilitat de mirar pels seus telescopis.

## Nom
Maskelyne va demanar a Herschel que "fes el favor a tota la comunitat astronòmica d'anomenar el vostre planeta, que és completament vostre, pel descobriment del qual estem en deute amb vós." En resposta a la petició de Maskelyne, Herschel va decidir d'anomenar l'objecte Georgium Sidus (l'estrella de Jordi), o el "Planeta de Jordi" en honor del seu nou patrocinador, el Rei Jordi III. Va explicar la seva decisió en una carta a Joseph Banks:
| « | En les fabuloses èpoques dels temps antics els noms de Mercuri, Vens, Mart, Júpiter i Saturn van posar nom als Planetes, perquè eren els noms dels seus herois i divinitats principals. En l'era actual, més filosòfica, no seria gaire permissible de recórrer al mateix mètode i anomenar Juno, Pal·las, Apol·lo o Minerva el nou cos celestial. La primera consideració de qualsevol esdeveniment concret, o incidència notable, sembla la seva cronologia: si en qualsevol temps futur es demanés, quan es va descobrir aquest últim Planeta? Seria una resposta ben satisfactòria de dir, "Durant el regnat del Rei Jordi tercer". | » |

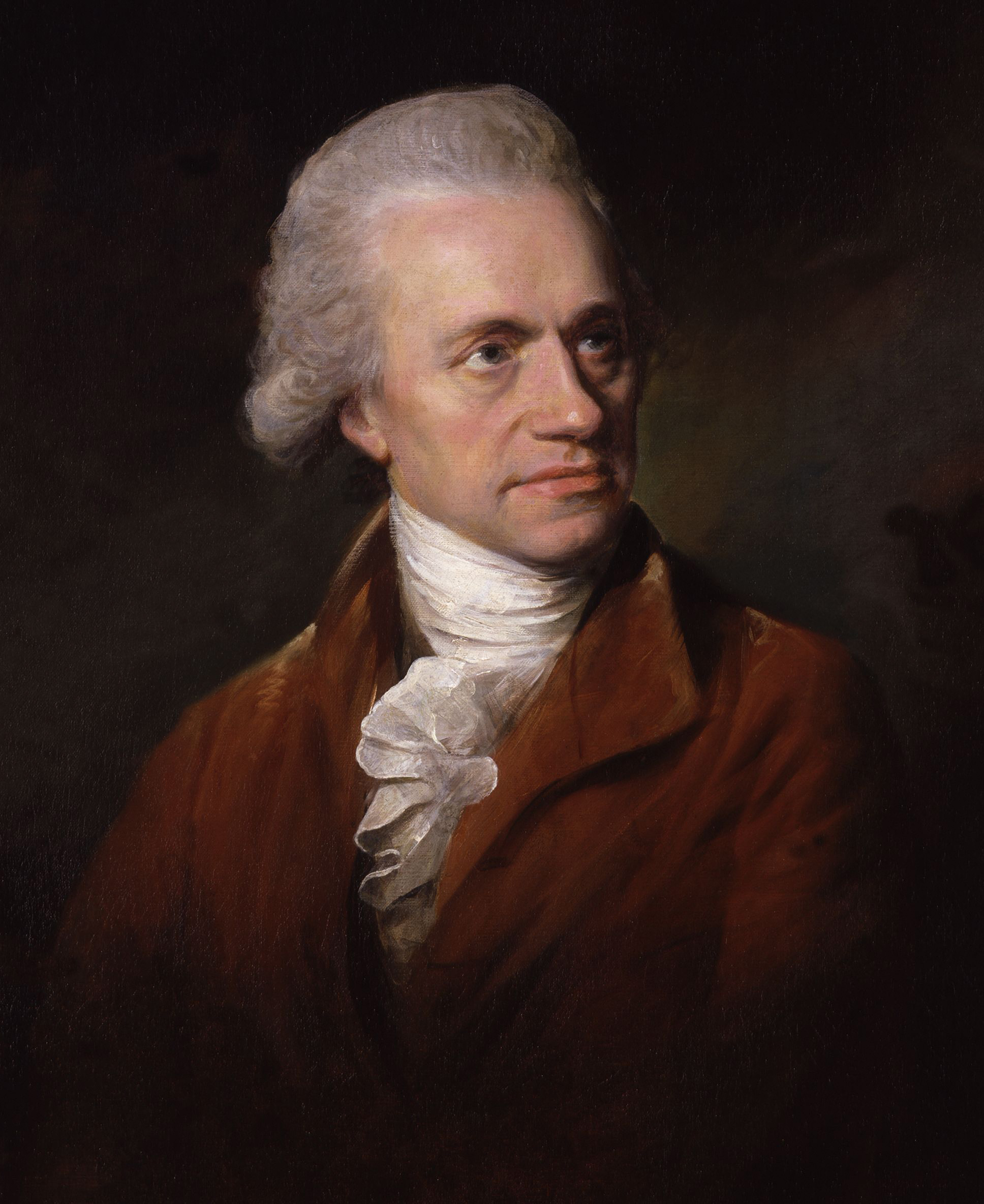
William Herschel, el descobridor d'Urà

El nom proposat per Herschel no agradava fora de Gran Bretanya, i aviat es van proposar alternatives. L'astrònom Jérôme Lalande va proposar que el planeta s'anomenés Herschel en honor del seu descobridor. Bode, tanmateix, va optar per Urà, la versió llatinitzada del déu grec del cel, Urà. Bode va argumentar que, com que Saturn era el pare de Júpiter, el nou planeta s'havia d'anomenar amb el nom del pare de Saturn. El 1789, Martin Klaproth, amic de Bode de l'Acadèmia Francesa de les Ciències, va anomenar l'element que havia descobert feia poc «urani», a favor de l'opció de Bode. Finalment, la proposta de Bode va convertir-se en la més utilitzada mundialment, i va esdevenir universal el 1850 quan la HM Nautical Almanac Office, l'última que continuava utilitzant Georgium Sidus va acceptar la proposta d'Urà.
Urà és l'únic planeta el nom del qual deriva d'un personatge de la mitologia grega. El seu símbol astronòmic és . És una barreja dels símbols de Mart i el Sol perquè en la mitologia grega Urà era el Cel, que es creia que era dominat pels poders combinats del Sol i Mart. El seu símbol astrològic és , i va ser suggerit per Lalande el 1784. En una carta a Herschel, Lalande el va descriure com un globe surmonté par la première lettre de votre nom ("un globus coronat per la primera lletra del vostre nom"). En xinès, japonès, coreà, vietnamita el nom del planeta es tradueix literalment com a "estrella reina del cel" (天王星).

## Òrbita i rotació

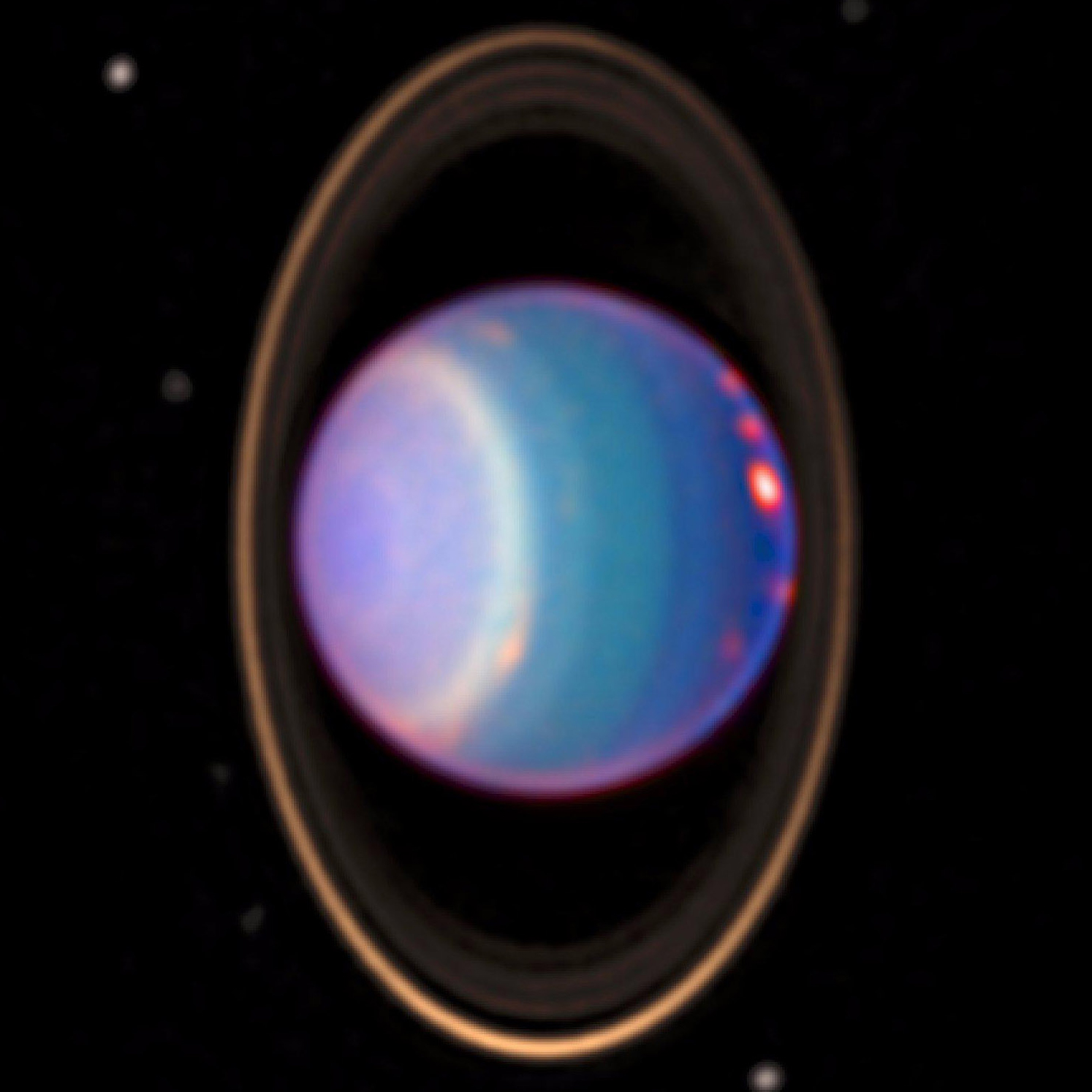
Imatge del Hubble Space Telescope d'Urà mostrant les bandes de núvols, anells, i llunes.

Urà fa una volta al Sol cada 84 anys terrestres. La seva distància mitjana amb el Sol és aproximadament 3.000 milions de quilòmetres (unes 20 ua). La intensitat de la llum del Sol a Urà és més o menys 1/400 que a la Terra. Els seus elements orbitals van ser calculats per primer cop el 1783 per Pierre-Simon Laplace. Amb el temps, van començar a aparèixer discrepàncies entre les òrbites observades i les que s'havien predit, i el 1841, John Couch Adams va ser el primer a proposar que les diferències podien ser degudes a l'atracció gravitàtoria d'un planeta desconegut. El 1845, Johann Gottfried Galle va trobar un nou planeta, anomenat després Neptú, gairebé a la mateixa posició que havia predit Le Verrier.
El període de rotació de l'interior d'Urà és de 17 hores i 14 minuts. Tanmateix, igual que en tots els planetes gegants, la part superior de l'atmosfera experimenta vents molt forts en la direcció de la rotació. De fet, a algunes latituds, com per exemple al voltant de dos terços de la distància entre l'equador i el pol sud, les característiques visibles de l'atmosfera es mouen molt més ràpid, fent una rotació sencera en tan poc temps com 14 hores.

### Inclinació de l'eix
L'eix de rotació d'Urà està de costat respecte al pla del sistema solar, amb una inclinació de l'eix de 97,77 graus. Això produeix canvis d'estació completament diferents que als altres planetes majors. Es pot visualitzar la rotació d'altres planetes com a baldufes inclinades respecte al pla del sistema solar, mentre que Urà gira més aviat com una pilota rodant inclinada. Quan s'acosten els solsticis d'Urà, un pol mira contínuament en direcció al Sol mentre que l'altre està en el sentit contrari. Només una banda estreta al voltant de l'equador experimenta un cicle ràpid de dia i nit, però amb el Sol molt baix damunt de l'horitzó com a les regions polars de la Terra. A l'altra banda de l'òrbita d'Urà, l'orientació dels pols en direcció al Sol és la inversa. Cada pol rep al voltant de 42 anys de llum solar contínua, seguits per 42 anys de foscor. Quan s'acosten els equinoccis, el Sol s'alinea amb l'equador d'Urà creant un període de cicles dia-nit semblant als que s'observen a la majoria dels altres planetes. L'equinocci més recent d'Urà va ser el 7 de desembre del 2007.
| Hemisferi nord      | Any        | Hemisferi sud       |
| ------------------- | ---------- | ------------------- |
| Solstici d'hivern   | 1902, 1986 | Solstici d'estiu    |
| Equinocci vernal    | 1923, 2007 | Equinocci de tardor |
| Solstici d'estiu    | 1944, 2028 | Solstici d'hivern   |
| Equinocci de tardor | 1965, 2049 | Equinocci vernal    |

Una conseqüència d'aquesta orientació de l'eix és que, de mitjana durant l'any, les regions polars d'Urà reben més energia del Sol que les regions equatorials. No obstant això, Urà és més calent a l'equador que als seus pols. El mecanisme que provoca això encara és desconegut. La raó de la inclinació inusual de l'eix d'Urà tampoc no es coneix amb certesa, però l'explicació més habitual és que durant la formació del Sistema solar, un protoplaneta de la mida de la Terra va col·lidir amb Urà i en va canviar l'orientació. El pol sud d'Urà apuntava gairebé directament al Sol a l'època de la passada del Voyager 2 el 1986. El fet d'anomenar aquest pol com a "sud" és degut a la definició que recomana actualment la Unió Astronòmica Internacional, és a dir que el pol nord d'un planeta o satèl·lit és el que apunta per damunt del pla invariable del sistema solar, amb indiferència de la direcció en què volti el planeta. No obstant això, de vegades es fa servir una altra convenció, en què els pols nord i sud d'un cos es defineixen segons la regla de la mà dreta amb relació a la direcció de rotació. Segons aquest altre sistema de coordenades, era el pol nord d'Urà el que estava il·luminat el 1986.

### Visibilitat
Des del 1995 fins al 2006, la magnitud aparent d'Urà va fluctuar entre +5.6 i +5.9, cosa que el col·locava al límit mateix de la visibilitat a ull nu de +6.5. El seu diàmetre angular és d'entre 3,4 i 3,7 arcsegons, comparat amb 16 a 20 arcsegons per Saturn i 32 a 45 arcsegons per Júpiter. En el moment de l'oposició, Urà és visible a ull nu en cels foscos, sense contaminació lumínica, i és fàcil d'observar amb binocles fins i tot en un entorn urbà. En telescopis d'aficionat més potents amb un diàmetre d'objectiu de 15 a 23 cm, el planeta apareix com un disc pàl·lid de color cian que s'enfosqueix cap a les vores. Amb un telescopi de 25 cm o més, es poden arribar a distingir formes de núvols, així com alguns dels satèl·lits més grossos, com ara Titània i Oberon.

## Característiques físiques

### Composició i estructura interna

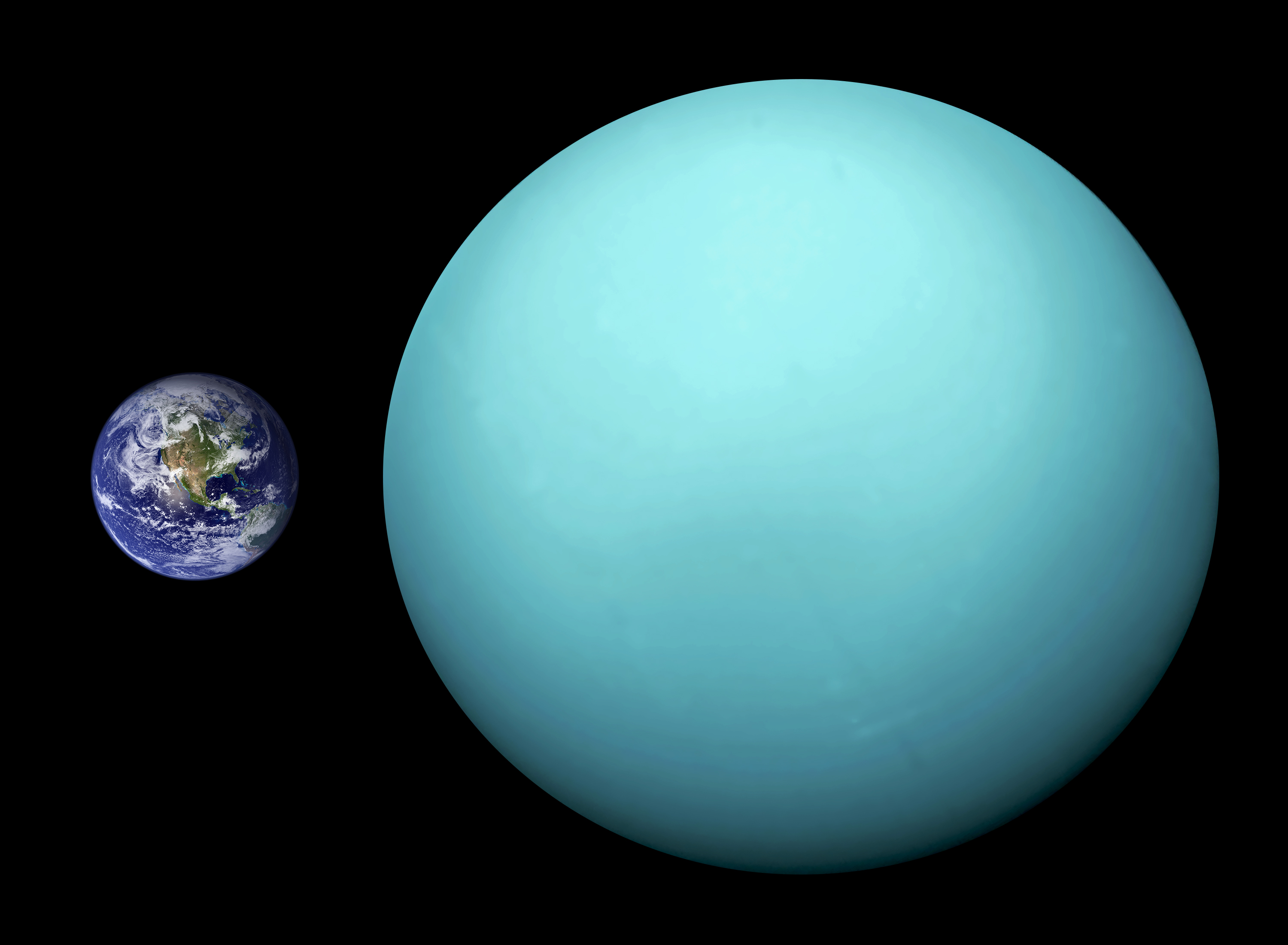
Comparació de les mides de la Terra i Urà

La massa d'Urà és aproximadament 14,5 vegades la de la Terra, cosa que en fa el menys massiu dels planetes gegants, mentre que la seva densitat d'1,27 g/cm³, sent el segon planeta menys dens, després de Saturn. Encara que té un diàmetre lleugerament més gran que el de Neptú (unes quatre vegades el de la Terra), té menys massa. Aquests valors indiquen que està compost principalment de diversos tipus de gels, com aigua, amoníac i metà. La massa total de gel a l'interior d'Urà no es coneix amb precisió, ja que surten valors diferents segons el model; no obstant això, ha de ser d'entre 9,3 i 13,5 masses terrestres. L'hidrogen i l'heli constitueixen només una petita part del total, entre 0,5 and 1,5 masses terrestres. La resta de la massa (0,5 a 3,7 masses terrestres) correspon a material rocós.
Urà (com Neptú) és en molts aspectes un gegant gasós interromput en el seu creixement sense haver acumulat les grans masses de gasos dels planetes gegants interiors Júpiter i Saturn.
El model estàndard de l'estructura d'Urà és de tres capes: un nucli rocós al centre, un mantell gelat al mig, i un embolcall gasós exterior d'hidrogen/heli. El nucli és relativament petit, amb una massa de només 0,55 masses terrestres i un radi de menys del 20 per cent del total d'Urà; el mantell forma la major part del planeta, amb unes 13,4 masses terrestres, mentre que l'atmosfera superior és relativament tènue, pesa al voltant de 0,5 masses terrestres i forma el 20 per cent final del radi d'Urà. La densitat del nucli d'Urà és al voltant de 9 g/cm³, amb una pressió al centre de 8 milions de bars (800 GPa) i una temperatura d'uns 5000 K. El mantell gelat, de fet, no és compost de gel en el sentit convencional sinó que és un fluid calent i dens que consisteix d'aigua, amoníac i d'altres volàtils. Aquest fluid, que té una conductivitat elèctrica elevada, s'anomena de vegades oceà d'aigua-amoníac. La composició d'Urà i Neptú és molt diferent de la de Júpiter i Saturn, amb gel predominant per damunt dels gasos. Això justifica que es classifiquin per separat com a gegants de gel.
Mentre que el model descrit abans és més o menys estàndard, no és l'únic; d'altres models també concorden amb les observacions. Per exemple, si hi hagués quantitats substancials d'hidrogen i material rocós barrejades al mantell gelat, la massa total de gels a l'interior seria menor, i, per tant, la massa total de roques i hidrogen seria major. Les dades disponibles en l'actualitat no permeten que la ciència determini quin model és el correcte. L'estructura interior fluida d'Urà significa que no té superfície sòlida. L'atmosfera gasosa fa una transició gradual cap a les capes líquides internes. No obstant això, per conveniència, es descriu un esferoide oblat de revolució, on la pressió és d'1 bar (100 kPa), i es designa com a "superfície". Té un radi equatorial i polar de 25 559 ± 4 i 24 973 ± 20 km, respectivament. Aquesta superfície es considerarà com a punt zero d'altitud en aquest article.

### Escalfor interna
L'escalfor interna d'Urà sembla força més baixa que la dels altres planetes gegants; en termes astronòmics, té un flux tèrmic baix. Encara no s'entén per què la temperatura interna d'Urà és tan baixa. Neptú, que és pràcticament idèntic a Urà en mida i composició, irradia 2,61 vegades més energia cap a l'espai de la que rep del Sol. Urà, en contrast, amb prou feines irradia calor. La potència total irradiada per Urà en la part infraroja llunyana de l'espectre (és a dir, la calor) és 1.06 ± 0.08 vegades l'energia solar absorbida a la seva atmosfera. De fet, el flux tèrmic d'Urà és només de 0.042 ± 0.047 W/m², que és més baix que el flux tèrmic intern de la Terra (aproximadament 0.075 W/m²). La temperatura més baixa enregistrada a la tropopausa d'Urà és de 49 K (−224 °C), fent d'Urà el planeta més fred del sistema solar.
Una de les hipòtesis per aquesta discrepància és que quan Urà va rebre l'impacte que va provocar la seva elevada inclinació axial, l'esdeveniment el va fer expel·lir la major part de la seva escalfor primigènia, esgotant la temperatura del seu nucli. Una altra hipòtesi és que existeix alguna mena de barrera a les capes superiors d'Urà que impedeix que l'escalfor del nucli arribi a la superfície. Per exemple, pot haver-hi convecció en un conjunt de capes de composició diferent, que inhibeixi el transport de calor cap amunt.

## Atmosfera
Encara que no hi ha una superfície sòlida ben definida a l'interior d'Urà, la part més exterior de l'embolcall gasós d'Urà que és accessible per sensors remots s'anomena atmosfera. La capacitat dels sensors remots arriba aproximadament fins a uns 300 km per sota del nivell d'1 bar (100 kPa), amb una pressió corresponent d'uns 100 bar (10 MPa) i una temperatura de 320 K. La corona tènue de l'atmosfera s'estén notablement per damunt de dos radis planetaris des de la superfície nominal (punt amb pressió d'1 bar). L'atmosfera d'Urà es pot dividir en tres capes: la troposfera, entre altituds de −300 i 50 km i pressions des de 100 a 0.1 bar (10 MPa a 10 kPa); l'estratosfera, en altituds entre 50 i 4000 km i pressions entre 0.1 i 10–10 bar (10 kPa a 10 µPa), i la termosfera/corona, que s'estén des de 4.000 km fins a uns 50,000 km de la superfície. No hi ha mesosfera.

### Composició
La composició de l'atmosfera d'Urà és diferent que la d'Urà tot sencer, ja que consisteix principalment d'hidrogen molecular i heli. La fracció molar d'heli, per exemple, el nombre d'àtoms d'heli per molècula de gas, és de 0.15 ± 0.03 a la troposfera superior, que correspon a una fracció de massa de 0.26 ± 0.05. Aquest valor és molt proper a la fracció de massa d'heli protosolar de 0.275 ± 0.01, indicant que l'heli no s'ha dipositat al centre del planeta contràriament a la resta dels gegants gasosos. El tercer component més abundant a l'atmosfera d'Urà és el metà (CH₄). El metà té bandes d'absorció prominents a la banda de llum visible i gairebé infraroja, que donen el color aiguamarina o cian a Urà. Les molècules de metà representen el 2,3% de l'atmosfera per fracció molar sota la coberta de núvols de metà al nivell de pressió d'1,3 bar (130 kPa); això representa de 20 a 30 vegades l'abundància de carboni trobada al Sol. La taxa de barreja[e] és molt menor a l'atmosfera superior a causa de la seva temperatura extremadament baixa, que disminueix el nivell de saturació i provoca que el metà excedent es congeli i surti. L'abundància de compostos menys volàtils com amoníac, aigua o àcid sulfhídric a l'atmosfera interior és poc coneguda. Tanmateix, probablement també és més elevada que al Sol. A més del metà, es troben quantitats residuals de diversos hidrocarburs a l'estratosfera d'Urà, que es creu que han estat produïts a partir del metà per mitjà de fotòlisi induïda per la radiació ultraviolada (UV) del Sol. Inclouen età (C₂H₆), acetilè (C₂H₂), metilacetilè (CH₃C₂H), diacetilè (C₂HC₂H). L'espectroscòpia també ha descobert traces de vapor d'aigua, monòxid de carboni i diòxid de carboni a l'atmosfera superior, que només es poden haver originat des d'una font externa com la pols dels cometes.

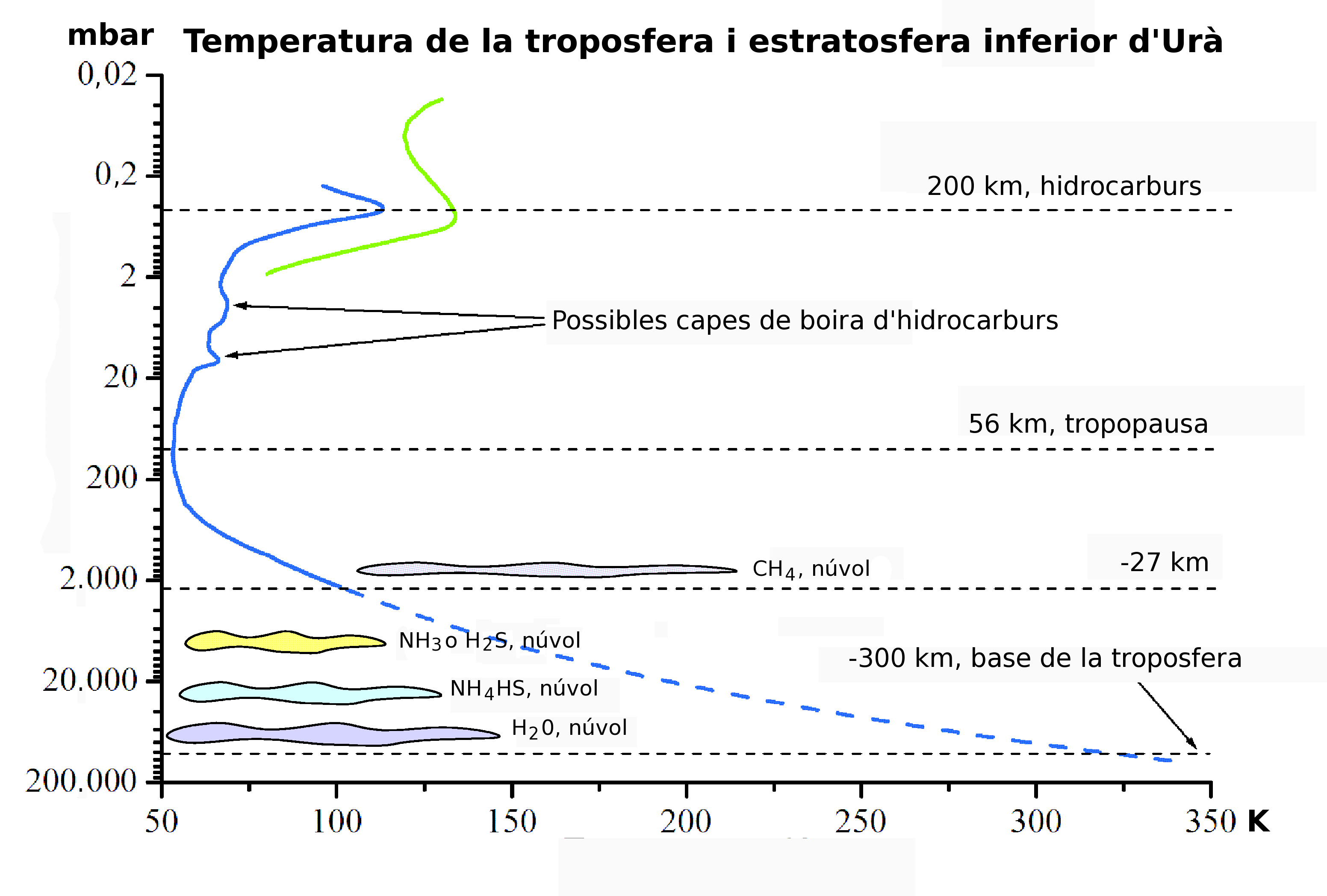
Perfil de temperatures de la troposfera i la baixa estratosfera d'Urà. S'indiquen també els nivells de núvols i boira.

### Troposfera
La troposfera és la part més baixa i densa de l'atmosfera i es caracteritza per una disminució de la temperatura amb l'altitud. La temperatura cau des d'uns 320 K a la base de la troposfera nominal (−300 km) fins a 53 K a 50 km. Les temperatures a la regió superior de la troposfera més freda (la tropopausa) varien de fet entre 49 i 57 K segons la latitud planetària. La regió de la tropopausa és responsable de la gran majoria de les emissions tèrmiques en l'infraroig llunyà del planeta, determinant així la seva temperatura efectiva de 59.1 ± 0.3 K.
Es creu que la troposfera té una estructura de núvols altament complexa; es creu que es poden trobar núvols d'aigua en el rang de pressions de 50 a 100 bar (5 a 10 MPa), núvols d'hidrosulfur d'amoni en el rang de 20 a 40 bar (2 a 4 MPa), núvols d'amoníac o sulfur d'hidrogen entre 3 i 10 bar (0.3 a 1 MPa) i finalment núvols prims de metà que s'han detectat directament en el rang d'1 a 2 bar (0.1 a 0.2 MPa). La troposfera és una part molt dinàmica de l'atmosfera, amb vents forts, núvols brillants, i canvis estacionals, que es comentaran més avall.

### Atmosfera superior
La capa mitjana de l'atmosfera d'Urà és l'estratosfera, on la temperatura augmenta en general amb l'altitud des de 53 K a la tropopausa fins entre 800 i 850 K a la base de la termosfera. L'escalfament de l'estratosfera el causa l'absorció de radiació solar ultraviolada i infraroja pel metà i altres hidrocarburs, que es formen en aquesta part de l'atmosfera com a resultat de la fotòlisi del metà. La calor també arriba per conducció des de la termosfera. Els hidrocarburs ocupen una capa relativament estreta en altituds entre 100 i 280 km, que corresponen amb un rang de pressions de 10 a 0.1 mbar (1000 a 10 kPa) i temperatures entre 75 i 170 K. Els hidrocarburs més abundants són el metà, l'acetilè i l'età amb taxes de barreja al voltant de 10−7 en relació amb l'hidrogen. La taxa de barreja del monòxid de carboni és semblant en aquestes altituds. Els hidrocarburs més pesants i el diòxid de carboni tenen taxes de barreja inferiors en tres ordres de magnitud. La taxa d'abundància d'aigua és al voltant de 7×10−9. L'età i l'acetilè tendeixen a condensar-se a la part inferior, més freda, de l'estratosfera i la tropopausa (per sota del nivell de 10 mBar) formant capes de boira o broma, que poden ser responsables en part de l'aspecte llis d'Urà. Tanmateix, la concentració d'hidrocarburs a l'estratosfera d'Urà per damunt de la boira és significativament més baixa que a les estratosferes dels altres planetes gegants.
La capa més exterior de l'atmosfera d'Urà és la termosfera i la corona, que té una temperatura uniforme al voltant de 800 a 850 K. Les fonts de calor necessàries per sostenir un valor tan elevat encara no s'entenen, ja que ni la radiació solar ultraviolada llunyana o ultraviolada extrema ni l'activitat de les aurores poden proporcionar l'energia necessària. També pot contribuir-hi la dèbil eficiència de refrigerat deguda a la manca d'hidrocarburs a l'estratosfera per damunt del nivell de pressió de 0,1 mBar. A més d'hidrogen molecular, la termosfera-corona conté una proporció elevada d'àtoms d'hidrogen lliures. La seva petita massa juntament amb les altes temperatures expliquen per què la corona s'estén fins a 50.000 km o dos radis uranians des del planeta. Aquesta corona tan extensa és una propietat única d'Urà. Un dels seus efectes és la resistència aerodinàmica sobre partícules petites en òrbita al voltant d'Urà, fet que provoca que en general s'esgoti la pols interestel·lar als anells d'Urà. La termosfera d'Urà, juntament amb la part superior de l'estratosfera, correspon amb la ionosfera d'Urà. Les observacions mostren que la ionosfera ocupa altituds des de 2.000 a 10.000 km. La ionosfera d'Urà és més densa que la de Saturn o Neptú, cosa que pot ser deguda a la baixa concentració d'hidrocarburs a l'estratosfera. La ionosfera se sosté principalment per la radiació UV solar i la seva densitat depèn de l'activitat solar. L'activitat d'aurores és insignificant comparada amb la de Júpiter i Saturn.

## Camp magnètic

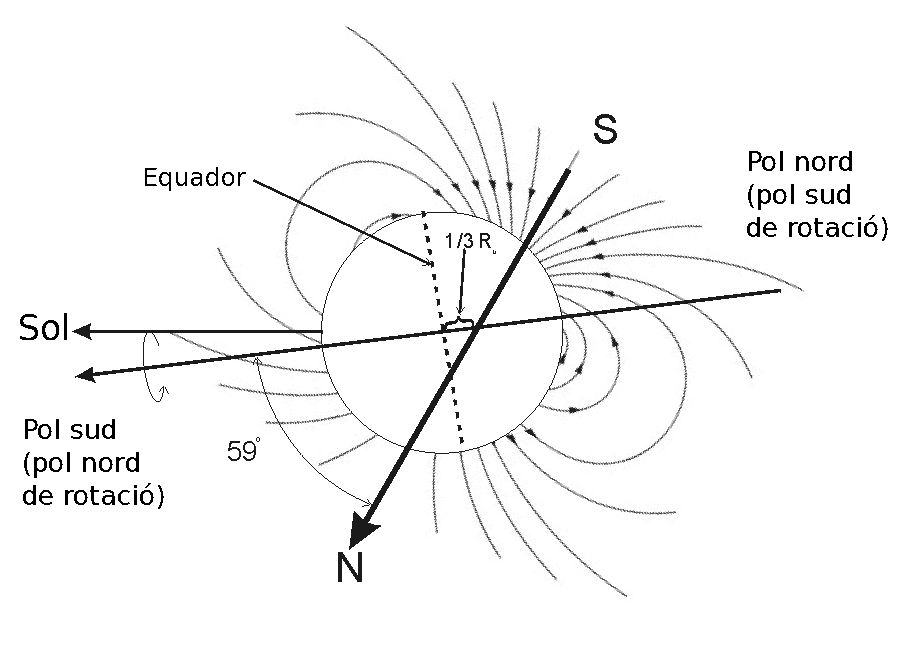
El camp magnètic d'Urà vist pel Voyager 2 el 1986. S i N són els pols sud i nord magnètics.

Abans de l'arribada del Voyager 2, no s'havien pres mesures de la magnetosfera d'Urà. Els astrònoms esperaven que el camp magnètic d'Urà estigués alineat amb el vent solar, ja que llavors s'alinearia amb els pols del planeta que es troben sobre l'eclíptica.
Les observacions del Voyager van revelar que el camp magnètic és també anormal en la seva posició i característiques, ja que el seu origen no es troba al centre geomètric del planeta, i a més l'eix magnètic està inclinat 59° respecte a l'eix de rotació. De fet, el dipol magnètic està desplaçat cap al pol sud de rotació en gairebé un terç del radi planetari. Aquesta geometria inusual té com a resultat una magnetosfera altament asimètrica, on la força del camp magnètic a la superfície de l'hemisferi sud pot arribar a ser tan baixa com as 0,1 gauss (10 µT), mentre que a l'hemisferi nord pot arribar als 1,1 gauss (110 µT). El camp mitjà a la superfície és de 0,23 gauss (23 µT). En comparació, el camp magnètic de la Terra té aproximadament la mateixa força a tots dos pols, i el seu "equador magnètic" és pràcticament paral·lel a l'equador geogràfic. El moment dipolar magnètic d'Urà és 50 vegades el de la Terra. El camp magnètic de Neptú també està desplaçat de forma similar, cosa que suggereix que això sigui una característica comuna dels gegants de gel. Una hipòtesi és que, a diferència dels camps magnètics dels planetes terrestres i els gegants gasosos, que es generen dins dels seus nuclis, els camps magnètics dels gegants de gel són generats per moviment en zones relativament poc profundes, com ara l'oceà d'aigua-amoníac.
Malgrat la seva alineació original, en altres aspectes, la magnetosfera d'Urà és com les dels altres planetes: té un límit exterior situat al voltant de 23 radis per davant, una magnetopausa a 18 radis d'Urà, una magnetosfera#Cua de la Magnetosfera completament desenvolupada i cinturons de radiació. Globalment, l'estructura de la magnetosfera d'Urà és diferent de la de Júpiter i més semblant a la de Saturn. La cua de la magnetosfera#Cua de la Magnetosfera d'Urà segueix darrere el planeta cap a l'espai en una extensió de milions de quilòmetres i està cargolada per la rotació del planeta en un llarg tirabuixó.
La magnetosfera d'Urà conté partícules carregades: protons i electrons amb una petitat quantitat d'ions H₂+. No s'han detectat ions més pesants. Moltes d'aquestes partícules probablement provenen de la corona atmosfèrica, molt calenta. Les energies dels ions i electrons poden arribar a 4 i 1.2 megaelectró volts, respectivament. La densitat d'ions de baixa energia (per sota d'1 kiloelectrovolt) a la magnetosfera interior és al voltant de 2 cm−3. La població de partícules està afectada fortament pels satèl·lits d'Urà que escombren la magnetosfera deixant buits detectables. El flux de partícules és prou alt per causar que s'enfosqueixin les superfícies del satèl·lit en un marge de temps molt ràpid (en termes astronòmics) de 100.000 anys. Aquesta pot ser la causa de la coloració uniformement fosca dels satèl·lits i els anells. Urà té aurores relativament ben desenvolupades, que es veuen com a arcs brillants al voltant dels dos pols magnètics. No obstant això, al contrari de les de Júpiter, les aurores d'Urà semblen insignificants per al balanç d'energia de la termosfera planetària.

## Anells

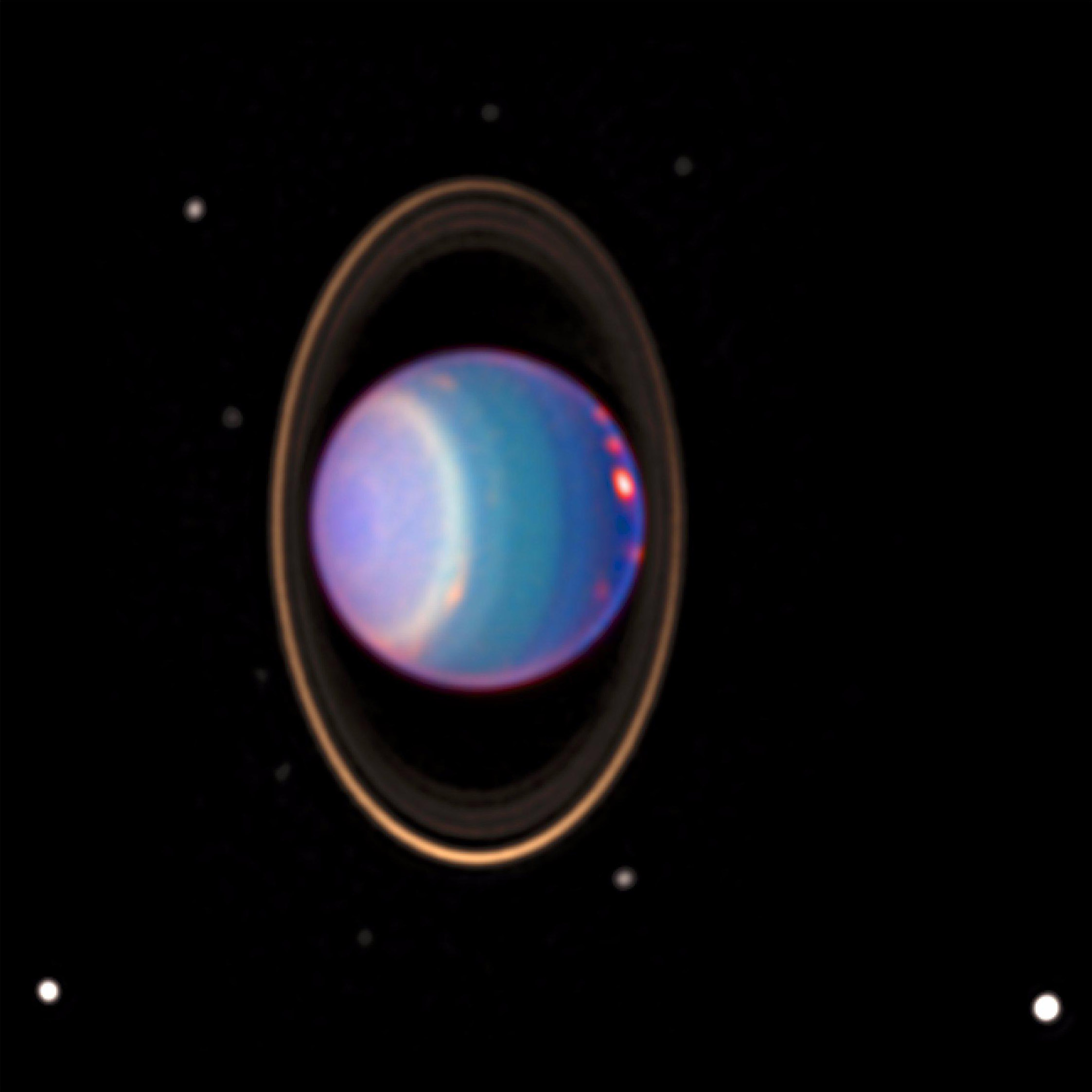
Imatge d'Urà, els seus anells i llunes presa pel Telescopi Espacial Hubble. Incidentalment, la imatge mostra també el desenvolupament de grans tempestats convectives en l'atmosfera del planeta.

Urà, com els altres planetes gegants del sistema solar, posseïx un sistema d'anells complicat, en aquest cas molt tènue i compost de partícules extremadament fosques. Els anells van ser descoberts fortuïtament en 1977 per James L. Elliot, Edward W. Dunham i Douglas J. Mink, que, utilitzant el Kuiper Airborne Observatory, van observar com la llum d'una estrella pròxima a Urà s'esvaïa en aproximar-se el planeta. Després d'analitzar amb detall les seves observacions, van observar que l'estrella havia desaparegut breument cinc vegades tant abans com després de desaparèixer darrere del planeta. Van concloure que l'única explicació era que hi havia un sistema d'anells al voltant d'Urà. Més endavant van detectar-ne quatre més. Els anells van ser observats directament per la sonda espacial Voyager 2 en el seu pas pel sistema d'Urà el 1986. El Voyager 2 també va descobrir dos anells tènues addicionals fins a arribar a onze.
Les partícules que componen els anells són molt fosques, i tenen mides de micròmetres fins a fraccions de metre. Es coneixen actualment 13 anells, dels quals el més brillant és l'anell ε. Tots els anells (menys dos) són extremadament estrets, sovint només fan pocs quilòmetres d'amplada. Els anells són probablement força recents; les consideracions dinàmiques indiquen que no es van formar juntament amb Urà. La matèria dels anells pot haver estat part d'un satèl·lit (o satèl·lits) que va ser fet miques per impactes a alta velocitat. Dels nombrosos trossos de runa generats per aquests impactes, només en van sobreviure algunes poques partícules en un nombre limitat de zones estables que corresponen als anells actuals.

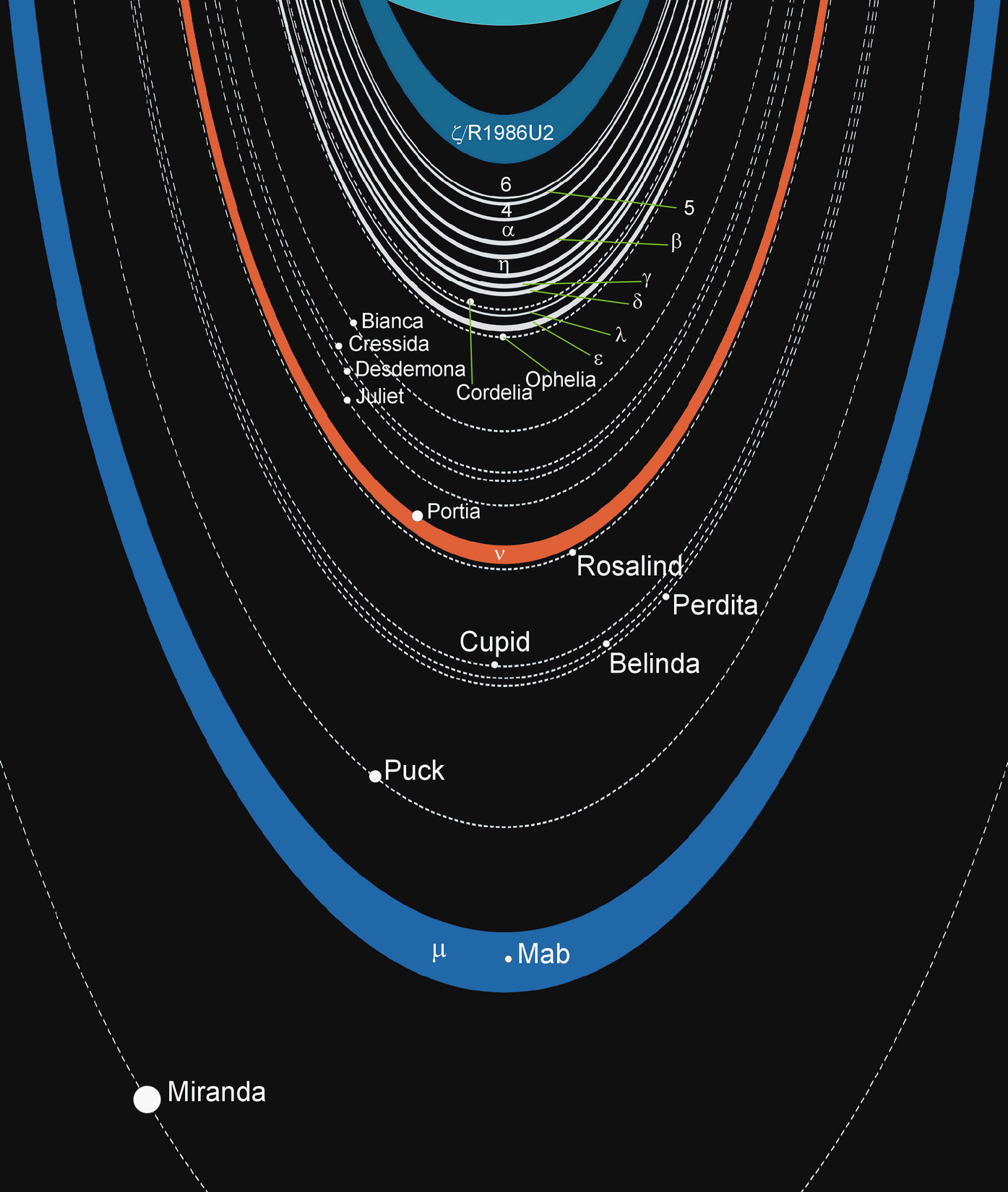
Sistema d'anells d'Urà

William Herschel va descriure un possible anell al voltant d'Urà el 1789. Aquesta observació se sol considerar dubtosa, ja que els anells són molt tènues, i en els dos segles següents cap observador en va veure cap. No obstant això, Herschel va fer una descripció acurada de l'anell èpsilon quant a la mida, l'angle en relació amb la Terra, el color vermell, i els canvis aparents a mesura que Urà es movia al voltant del Sol.
El desembre de 2005, el Telescopi espacial Hubble va detectar un parell d'anells desconeguts fins aquell moment. El més gran es troba al doble de distància des del planeta que els anells coneguts anteriorment. Aquests anells nous són tan lluny del planeta que s'anomenen «sistema d'anells exterior». El Hubble també va localitzar dos satèl·lits petits, un dels quals, Mab, comparteix òrbita amb l'anell més exterior descobert recentment. Els anells nous fan que el nombre total d'anells d'Urà sigui de 13. L'abril de 2006, imatges dels nous anells obtingudes per l'Observatori Keck van mostrar els colors dels anells exteriors: el més exterior és blau i l'altre vermell.
Una hipòtesi sobre el color blau de l'anell exterior és que està compost de petites partícules d'aigua gelada de la superfície de Mab que són prou petites per escampar la llum blava. En contrast, els anells interns del planeta es veuen grisos.

## Clima

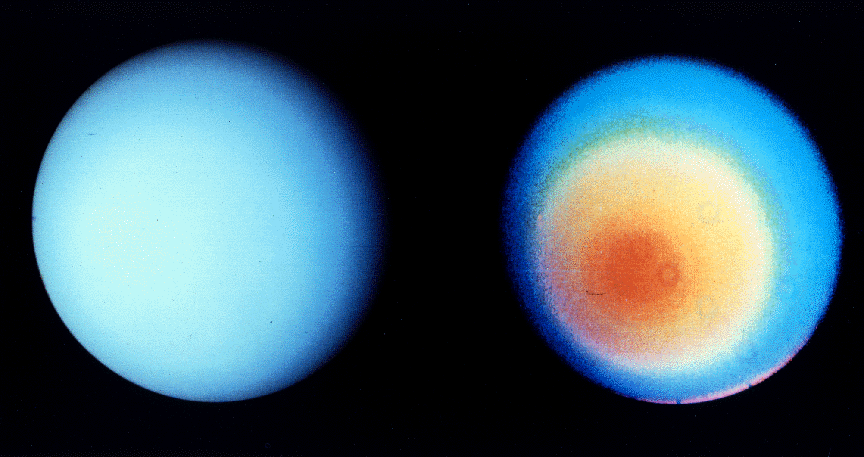
L'hemisferi sud d'Urà en color natural aproximat (esquerra) i en longituds d'ona més altes (dreta), mostrant les seves bandes de núvols tènues i la "caputxa" atmosfèrica vista pel Voyager 2.

En longituds d'ona ultraviolades i visibles, l'atmosfera d'Urà és notablement llisa comparada amb els altres gegants gasosos, fins i tot amb Neptú, amb qui s'assembla força en altres aspectes. Quan el Voyager 2 va sobrevolar Urà el 1986, va observar un total de deu formes de núvols al planeta sencer. Una explicació proposada sobre per què n'hi ha tant poques és que l'escalfor interna d'Urà és força més baixa que la dels altres planetes gegants. La temperatura més baixa enregistrada a la tropopausa d'Urà és de 49 K, fent d'Urà el planeta més fred del sistema solar, més fred que Neptú.

### Estructura en bandes, vents i núvols

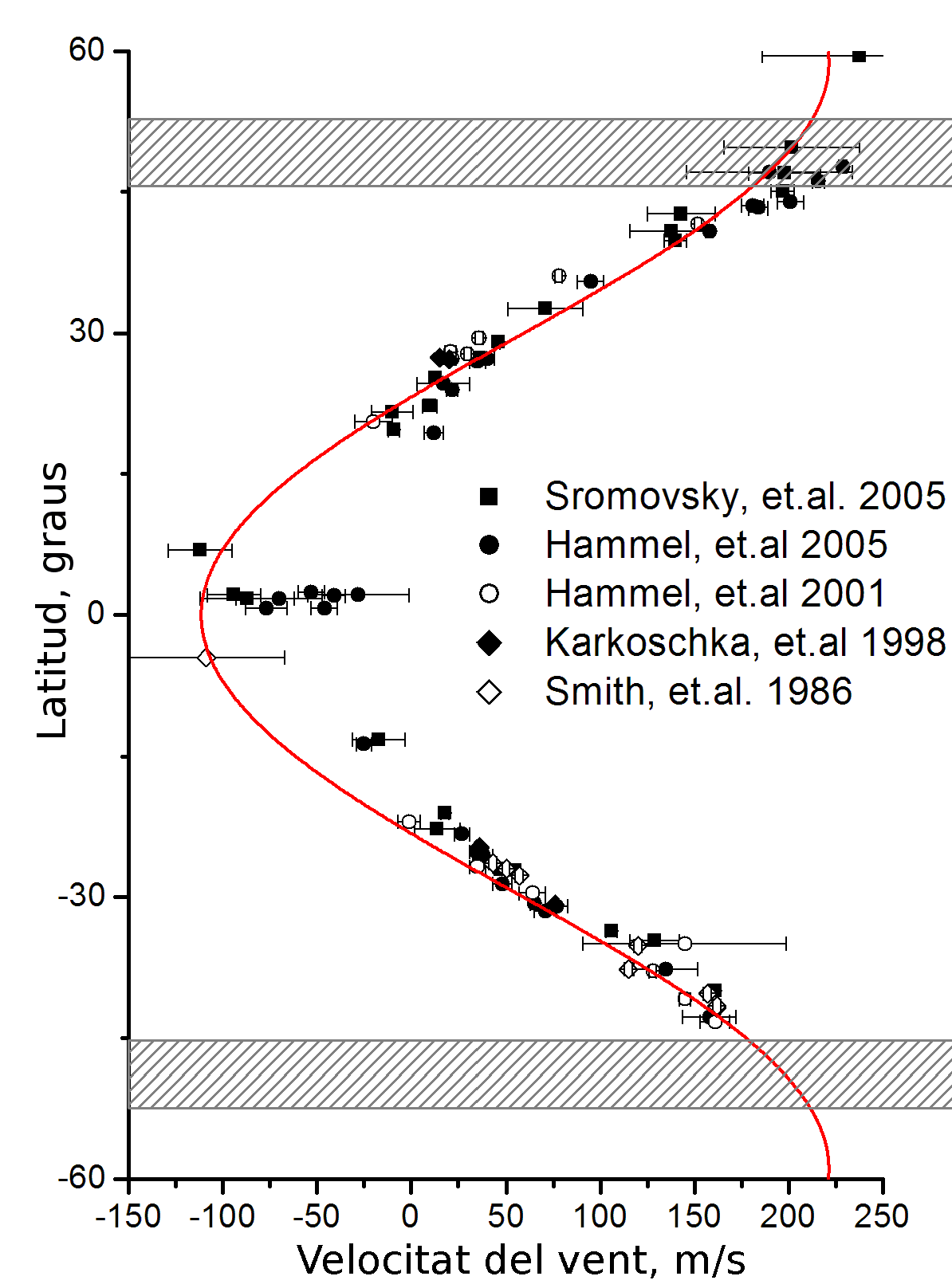
Velocitats de vents zonals a Urà. Les àrees ombrejades mostren el collar meridional i el seu futur equivalent septentrional. La corba vermella és un ajust simètric de les dades.

El 1986, el Voyager 2 va descobrir que l'hemisferi sud visible d'Urà es pot subdividir en dues regions: un casquet polar brillant i bandes equatorials fosques (vegeu la figura de la dreta). El seu límit es troba a uns −45 graus de latitud. Una banda estreta s'estén entre −45 i −50 graus de latitud i és la característica gran més brillant de la superfície visible del planeta. S'anomena "collar" meridional. Es creu que el casquet i el collar són regions denses de núvols de metà situades dins del rang de pressions entre 1,3 i 2 bar (vegeu a dalt). Malauradament el Voyager 2 va arribar al mig de l'estiu austral del planeta i no va poder observar l'hemisferi nord. Tanmateix, a principis del segle xxi, quan la regió polar septentrional va esdevenir visible, el Hubble Space Telescope (HST) i el telescopi Keck no van observar ni un collar ni un casquet polar a l'hemisferi nord. Per tant, Urà sembla asimètric: brillant a prop del pol sud i fosc uniformement a la regió situada al nord del collar meridional. A més de l'estructura en bandes a gran escala, el Voyager 2 va observar deu núvols petits i brillants, la majoria dels quals situats alguns graus al nord del collar. En la resta d'aspectes, Urà semblava un planeta dinàmicament mort el 1986.
No obstant això, als anys 90, el nombre de formes de núvols brillants observades va créixer considerablement, en part gràcies a la disponibilitat de noves tècniques de processament d'imatges en alta resolució. La majoria es van trobar a l'hemisferi nord a mesura que s'anava fent visible. Una primera explicació—que els núvols brillants són més fàcils d'identificar a la part fosca del planeta, mentre que a l'hemisferi sud el collar brillant els emmascara—es va demostrar que era incorrecta: sens dubte, el nombre de formes ha augmentat considerablement. Tanmateix hi ha diferències entre els núvols de cada hemisferi. Els núvols septentrionals són més petits, més definits i més brillants. Sembla que estan situats en una altitud més elevada. El temps de vida dels núvols pot diferir en diversos ordres de magnitud. Alguns núvols petits duren hores, mentre que almenys un núvol meridional sembla que ha persistit des de l'època del vol del Voyager. Observacions recents també han descobert que les formes de núvols d'Urà tenen moltes coses en comú amb les de Neptú. Per exemple, les taques fosques freqüents a Neptú no s'havien observat mai a Urà abans de 2006, quan es va obtenir la primera imatge d'aquest tipus. S'especula que Urà es va assemblant cada cop més a Neptú durant l'estació equinoccial.

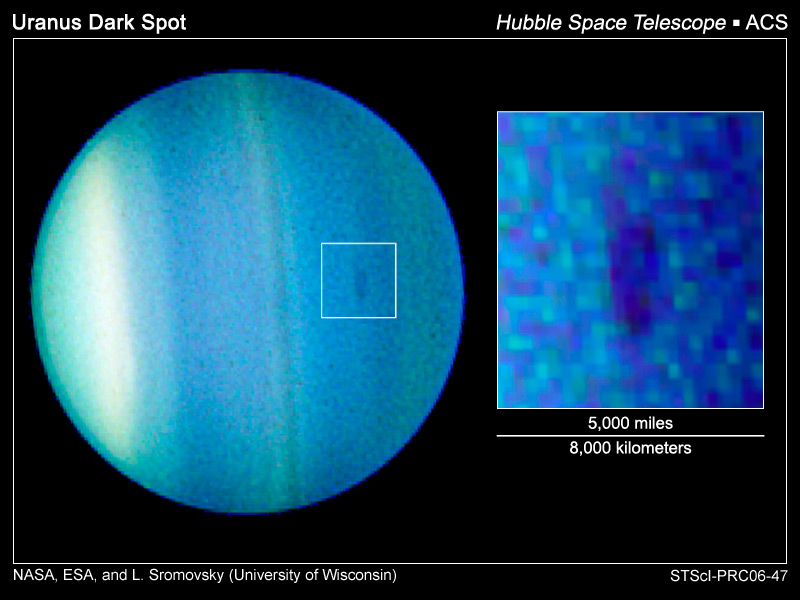
La primera taca fosca observada a Urà. Imatge obtinguda per la càmera ACS de l'HST el 2006.

El seguiment de nombroses formes de núvols va permetre de determinació de vents zonals bufant a la troposfera superior d'Urà. A l'equador els vents són retrògrads, que vol dir que bufen en la direcció contrària de la rotació del planeta. Les seves velocitats varien entre −100 i −50 m/s. Les velocitats dels vents augmenten amb la distància a l'equador, assolint nivells zero al voltant de la latitud ±20°, on se situa la temperatura mínima de la troposfera. Més a prop dels pols, els vents canvien a una direcció directa, seguint la rotació del planeta. Les velocitats del vent continuen augmentant arribant al màxim a una latitud de ±60° abans de tornar a zero als pols. Les velocitats del vent a una latitud de −40° varien entre 150 i 200 m/s. Com que el collar enfosqueix tots els núvols a sota d'aquest paral·lel, les velocitats entre aquest i el pol sud són impossibles de mesurar. En contrast, a l'hemisferi nord s'han observat velocitats màximes de fins a 240 m/s al voltant de +50 graus de latitud.

### Variació estacional

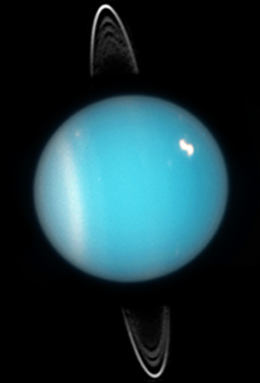
Urà el 2005. Es poden observar els anells, el collar meridional i un núvol brillant a l'hemisferi nord.

Durant un breu període, des del març fins al maig de 2004, van aparèixer una miríada de núvols grans a l'atmosfera d'Urà, donant-li un aspecte semblant a Neptú. Es van observar velocitats de vent rècord de 229 m/s (824 km/h) i una tempesta persistent que es va conèixer com a "Castell de focs del Quatre de Juliol". El 23 d'agost de 2006, investigadors de l'Institut de Ciència de l'Espai de Boulder, Colorado i de la Universitat de Wisconsin van observar una taca fosca a la superfície d'Urà, donant als astrònoms més dades sobre l'activitat atmosfèrica del planeta. No se sap del tot perquè es produeix aquest augment sobtat en activitat, però sembla que la inclinació extrema de l'eix té com a resultat variacions estacionals extremes en el temps atmosfèric. Determinar la naturalesa d'aquesta variació estacional és difícil perquè fa menys de 84 anys (que equivalen a un any uranià) que hi ha dades fiables sobre l'atmosfera d'Urà. No obstant això, se n'han fet alguns descobriments. La fotometria al llarg de mig any uranià (des dels anys 50) ha mostrat una variació regular de la brillantor en dues bandes espectrals, amb els màxims durant els solsticis i els mínims durant els equinoccis. S'ha observat una variació periòdica semblant, amb màxims durant els solsticis, a les mesures per microones de la part més fonda de la troposfera que van començar els anys 1960. Les mesures de la temperatura estratosfèrica, que van començar els anys 1970 també van mostrar valors màxims al voltant del solstici de 1986. Es creu que la major part d'aquesta variabilitat ocorre per canvis en la geometria de l'observació.
No obstant això, hi ha raons per creure que es produeixen canvis estacionals físics a Urà. Mentre que se sap que el planeta té una regió polar brillant al sud, el pol nord és més esmorteït, cosa que és incompatible amb el model de canvi estacional descrit abans. Durant l'anterior solstici septentrional de 1944, Urà va exhibir nivells elevats de claror, cosa que suggereix que el pol nord no ha estat sempre tan fosc. Aquesta informació implica que el pol visible guanya claror abans del solstici i s'enfosqueix després de l'equinocci. Les anàlisis detallades de les dades en l'espectre visible i el de microones van revelar que els canvis periòdics de brillantor no són completament simètrics al voltant dels solsticis, cosa que també indica un canvi en els patrons d'albedo meridionals. Finalment, els anys 1990, mentre Urà s'allunyava del solstici, el Hubble i telescopis terrestres van revelar que el casquet de pol sud s'enfosquia de forma evident (excepte el collar del sud, que va continuar brillant), mentre que l'hemisferi nord demostra cada vegada més activitat, com ara formacions de núvols i vents més forts, augmentant doncs les expectatives que s'aclareixi aviat.
El mecanisme dels canvis físics encara no és clar. Vora els solsticis d'estiu i hivern, els hemisferis d'Urà són alternativament o bé totalment encarats cap als raigs del Sol, o bé de cara a l'espai profund. Es creu que l'aclariment de l'hemisferi il·luminat pel sol és el resultat de l'espessiment dels núvols de metà i de les capes de boira situats a la troposfera. El collar brillant de la latitud de −45° també està connectat amb núvols de metà. Altres canvis a la regió del pol sud es poden explicar per canvis a les capes baixes de núvols. La variació en l'emissió de microones del planeta és causada probablement pels canvis en la circulació profunda troposfèrica, perquè els núvols i la boira gruixuts del pol deuen inhibir la convecció. Ara que arriben els equinoccis de primavera i tardor a Urà, les dinàmiques estan canviant, i pot tornar a haver-hi convecció.

## Formació
Per detalls sobre l'evolució de l'òrbita d'Urà, vegeu Model de Niça
Molts investigadors argumenten que les diferències entre els gegants gasosos i els gegants gelats s'estenen a la seva formació. Es creu que el Sistema solar es va formar a partir d'una bola de gas gegant que donava voltes coneguda com a nebulosa presolar. La major part del gas, principalment hidrogen i heli, va formar el Sol, mentre que les partícules de pols es van ajuntar per formar els primers protoplanetes. A mesura que els planetes creixien, alguns d'ells van ser agrupar prou matèria perquè la seva gravetat capturés els gasos que quedaven de la nebulosa presolar. Com més gas acumulaven, esdevenien més grossos; com més grossos esdevenien, més gas podien acumular fins que s'arribava a un punt crític, i llavors la seva mida va començar a créixer exponencialment. Els gegants gelats, amb només unes poques masses terrestres de gas nebular, mai no van assolir aquest punt crític. Simulacions recents de migració planetària suggereixen que els dos gegants gelats es van formar més a prop del Sol que les seves posicions actuals, i es van moure cap a l'exterior després de la seva formació. Aquesta hipòtesi s'explica al model de Niça.

## Satèl·lits

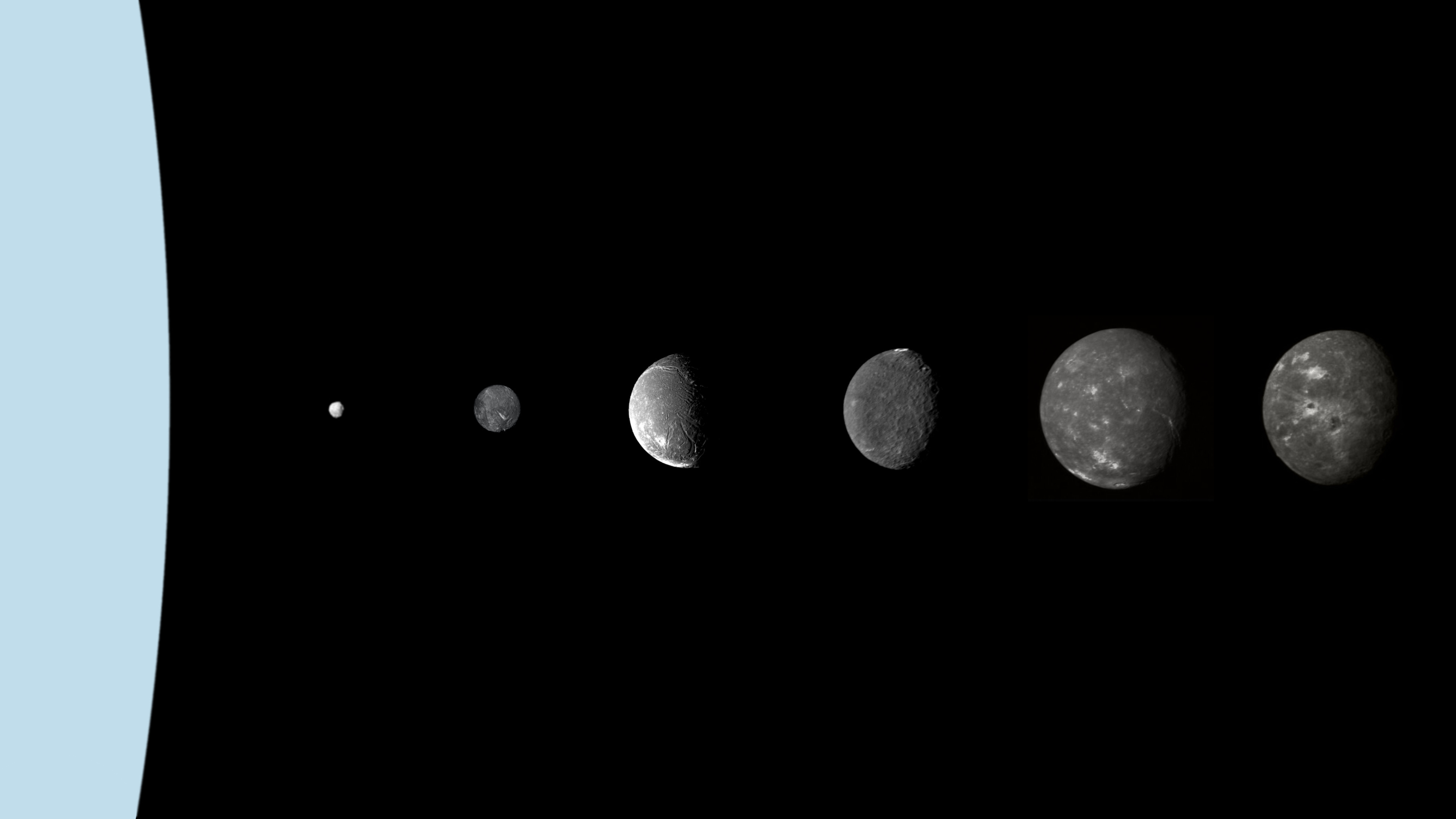
Fotomuntatge amb els satèl·lits majors d'Urà i un dels menors. D'esquerra a dreta: Puck, Miranda, Ariel, Umbriel, Titània i Oberó. Les proporcions són correctes.

Urà té 28 satèl·lits naturals coneguts. Els noms d'aquests satèl·lits s'anomenen en honor dels personatges de les obres de Shakespeare i Alexander Pope. Els cinc satèl·lits principals són Miranda, Ariel, Umbriel, Titània i Oberó. El sistema de satèl·lits d'Urà és el menys massiu entre els gegants gasosos; la massa combinada dels cinc satèl·lits majors és menys de la meitat de Tritó sol. El satèl·lit més gros, Titània, té un radi de només 788,9 km, menys de la meitat que el de la Lluna però lleugerament més que Rhea, el segon satèl·lit més gros de Saturn. Titània és el vuitè satèl·lit més gros del sistema solar. Les llunes tenen albedos relativament baixos; des del 0,20 d'Umbriel fins al 0,35 d'Ariel (en llum verda). Els satèl·lits són conglomerats de roca gelada, compostos en un cinquanta per cent per gel i en un cinquanta per cent per roca (aproximadament). El gel podria tenir diòxid de carboni i amoníac.
Entre els satèl·lits, Ariel sembla que és el que té la superfície més jove, amb menys cràters d'impacte, mentre que la d'Umbriel sembla la més antiga. Miranda té canyons de falla de 20 quilòmetres de profunditat, nivells en terrassa, i una variació caòtica en les edats i característiques de la superfície. Es creu que l'activitat geològica antiga de Miranda era provocada per escalfament gravitatori en un moment en què la seva òrbita era més excèntrica que l'actual, probablement a causa d'una ressonància orbital de 3:1 Umbriel que encara existeix. L'origen més probable de les corones del satèl·lit, que semblen circuits de carreres, són processos d'extensió associats amb diapirs ascendents. De manera similar, es creu que Ariel havia estat en ressonància 4:1 amb Titània.

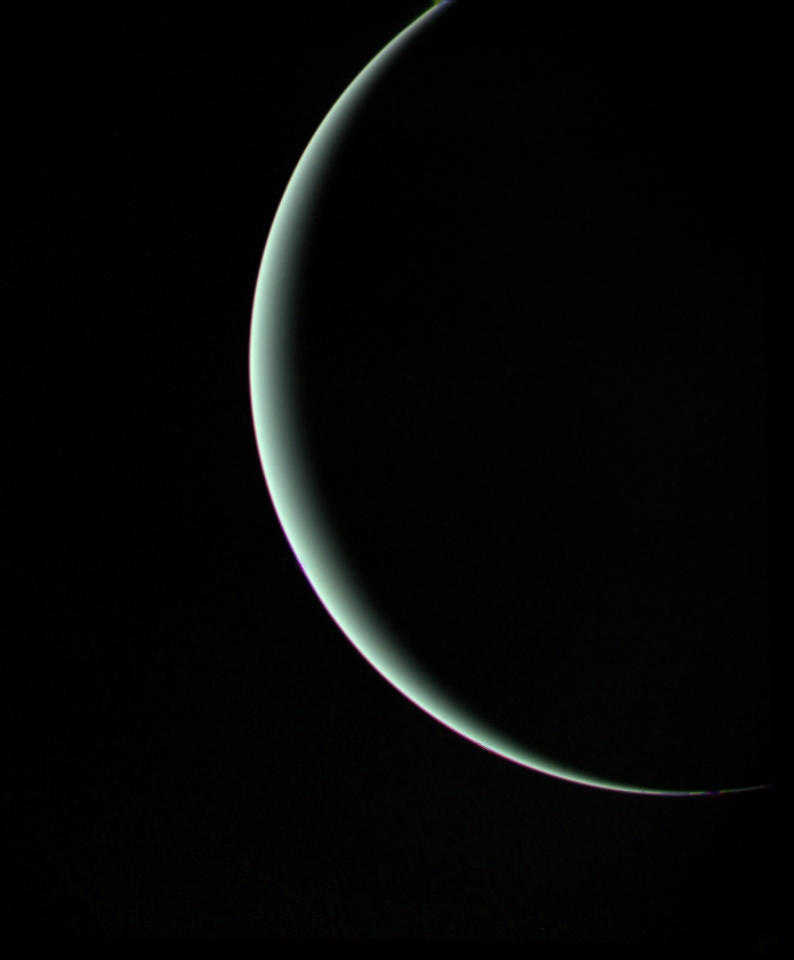
Una fotografia d'Urà feta per la Voyager 2 mentre es dirigia cap a Neptú.

## Exploració
El 1986, la missió Voyager 2 de la NASA va visitar Urà. Aquesta és l'única missió per investigar el planeta des d'una distància curta, i no es preveu cap altra sonda. Llançada el 1977, la Voyager 2 va fer la seva aproximació més propera a Urà el 24 de gener del 1986, a 81.500 quilòmetres dels núvols més exteriors, abans de continuar el seu trajecte cap a Neptú. Va estudiar l'estructura i la composició química de l'atmosfera, va descobrir 10 nous satèl·lits i també va estudiar el clima únic del planeta, provocat per la seva inclinació de l'eix de 97.77°; i va examinar el seu sistema d'anells. També va estudiar el camp magnètic, la seva estructura irregular, la seva inclinació i la seva original cua de la magnetosfera en tirabuixó. Va fer la primera investigació detallada de les seves cinc llunes més grosses, i va estudiar els nou anells coneguts del sistema, descobrint-ne dos de nous.
El Telescopi Espacial Hubble (HST) ha observat en diverses ocasions el planeta i el seu sistema i ha mostrat l'aparició ocasional de tempestes.